# Güepsa
Güepsa est une municipalité colombienne située dans le département de Santander.